# 甘肃省公安厅
甘肃省公安厅是甘肃省人民政府组成部门，负责领导、管理甘肃省的公安保卫工作，接受甘肃省人民政府和中华人民共和国公安部的双重领导。